# Bulbine quartzicola
Bulbine quartzicola là một loài thực vật có hoa trong họ Thích diệp thụ. Loài này được G.Williamson miêu tả khoa học đầu tiên năm 1996.